# محوطه اولیاء لهندر
محوطه اولیاء لهندر مربوط به عصر آهن است و در شهرستان کلاله، بخش مرکزی، روستای لهندر واقع شده و این اثر در تاریخ ۷ مرداد ۱۳۸۲ با شمارهٔ ثبت ۹۳۴۰ به‌عنوان یکی از آثار ملی ایران به ثبت رسیده است.